# Попова, Марина Константиновна
Марина Константиновна Попова (Эдьиий Марыына) (24 марта 1926 — 16 июля 2014) — певица, народная артистка Якутии.

## Биография
Родилась в I Холгуминском наслеге Мегино-Кангаласского улуса ЯАССР. С 1946 года пела в хоре Якутского музыкального театра-студии. В 1948—1951 годах была артисткой хора Якутского радиокомитета.
В 1956 году окончила национальную оперную студию Уральской государственной консерватории им. М. П. Мусоргского.
С 1956 года солистка оперы Якутского государственного музыкально-драматического театра им. П. А. Ойунского, с 1971 года — Якутского Музыкального театра.
С 1961 года на протяжении более чем 40 лет вела большую концертную деятельность. В её репертуаре было более 100 вокальных произведений.

## Звания и награды
- Заслуженная артистка Якутской АССР (1965)
- Народная артистка Якутской АССР (1972)
- Лауреат Государственной премии РС(Я) имени П. А. Ойунского (1998)
- Почётная Грамота Президиума Верховного Совета РСФСР (1957)
- Почётный гражданин Мегино-Кангаласского улуса (1997)[1]
- Почётный гражданин города Якутска (2002)[2]
- Почётный гражданин Республики Саха (Якутия) (25 апреля 2012) — за выдающийся вклад в развитие и пропаганду музыкального искусства, духовное и эстетическое воспитание подрастающего поколения, многолетнюю популяризацию якутской песни и плодотворную творческую концертную деятельность, получившие широкое признание общественности и профессионального сообщества[3]